# Ivar Nyqvist
Johan Ivar Nyqvist, född 24 juni 1868 i Hammars socken, död 29 januari 1936 i Södertälje församling, var en svensk byggnadsingenjör och arkitekt.

## Biografi
Nyqvist läste vid Byggnadsyrkesskolan på Tekniska skolan i Stockholm 1886-1889. Han var anställd som ritare hos Hjalmar Kumlien 1889-1890 och var Förste man hos på brodern Axel Kumliens ritkontor 1890-1891. Han var vidare kontrollant och arbetschef vid länslasaretts-, skol- och fabriksbyggnader i bland annat Borås, Linköping och Växjö, till vilka han även utförde ritningarna. Från 1898 drev han egen verksamhet. 1904 bildade han tillsammans med arkitekten Georg A. Nilsson AB Arkitekt- och Byggnadsbyrån. Tillsammans ritade de bland annat industrilokalerna för Luth & Roséns Elektriska. Efter att det uppdagats att Nyqvist tagit ut pengar ur den gemensamma firman utan att ha rådgjort med Nilsson bröt den senare samarbetet 1912. Därefter drev Nyqvist firman vidare som dess direktör och tekniske ledare fram till sin död 1936.
Nykvist konstruerade och uppförde ett flertal villabyggnader i Saltsjöbaden vid sekelskiftet 1900 och ritade även Saltsjöbadens badhotell 1903 (tillsammans med Georg A. Nilsson). Han står bakom ett flertal bostadshus i Stockholm under perioden 1906-1926 och svarade för ett stort antal om- och tillbyggnader av affärs- och bostadshus 1913-1928. I Lidingö han 1914 flerbostadshuset Blocket tillsammans med Halvar Hallongren, som idag räknas till kommunens äldsta hyreshus.
Ett av hans kända (numera rivna) byggnader var Felix Sachs hus vid Regeringsgatan 9 i Stockholm, som var ett av Sveriges första renodlade stålskelett-konstruktioner med fasader i curtain wall-teknik. Huset ritades 1910 i samarbete med arkitekt Georg A. Nilsson. När byggnaden revs 1972 tillvaratogs själva fasaden som återmonteras i slutet av 1980-talet på Klarahuset vid Drottninggatan 33.

## Familj
Ivar Nyqvists första äktenskap (1897-1919) ingicks med Signe von Goës (1872–1944). De fick sönerna Georg och Gunnar som yrkesmässigt gick i sin fars fotspår samt dottern Gerd, som var konstnär och som gift friherrinna Ehrensvärd. Andra äktenskapet ingick Nyqvist med Lily von Goës (1886–1952) och det varade till hans död. De fick följande gemensamma barn: läkaren Alvar Nyqvist Goës (1918-2003), arkitekten och byggmästare Bo-Ivar Nyqvist (1922-2000) samt advokaten Åke Nyqvist (1924–2001).

## Bilder

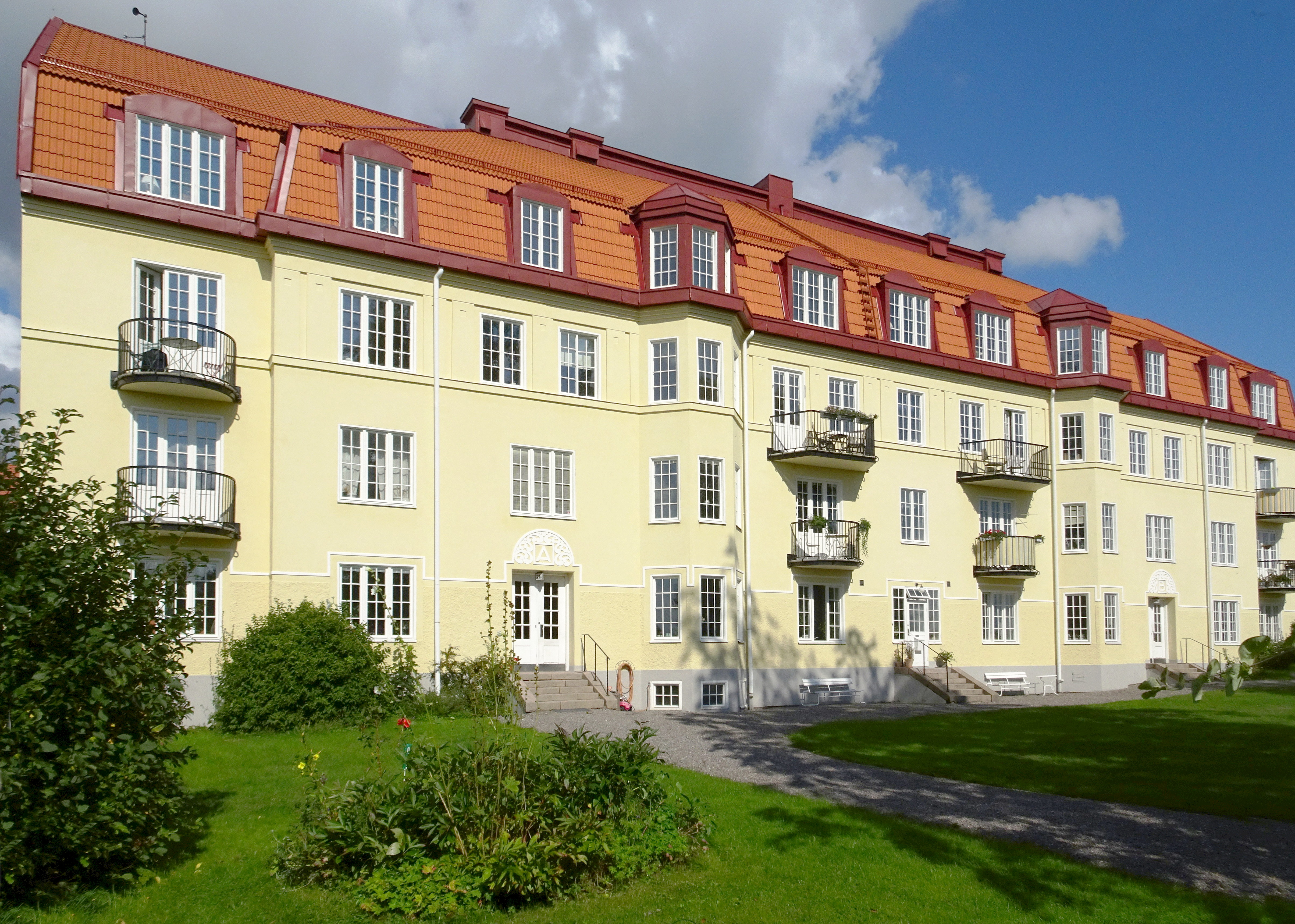
Blocket, Lidingö, 1914.
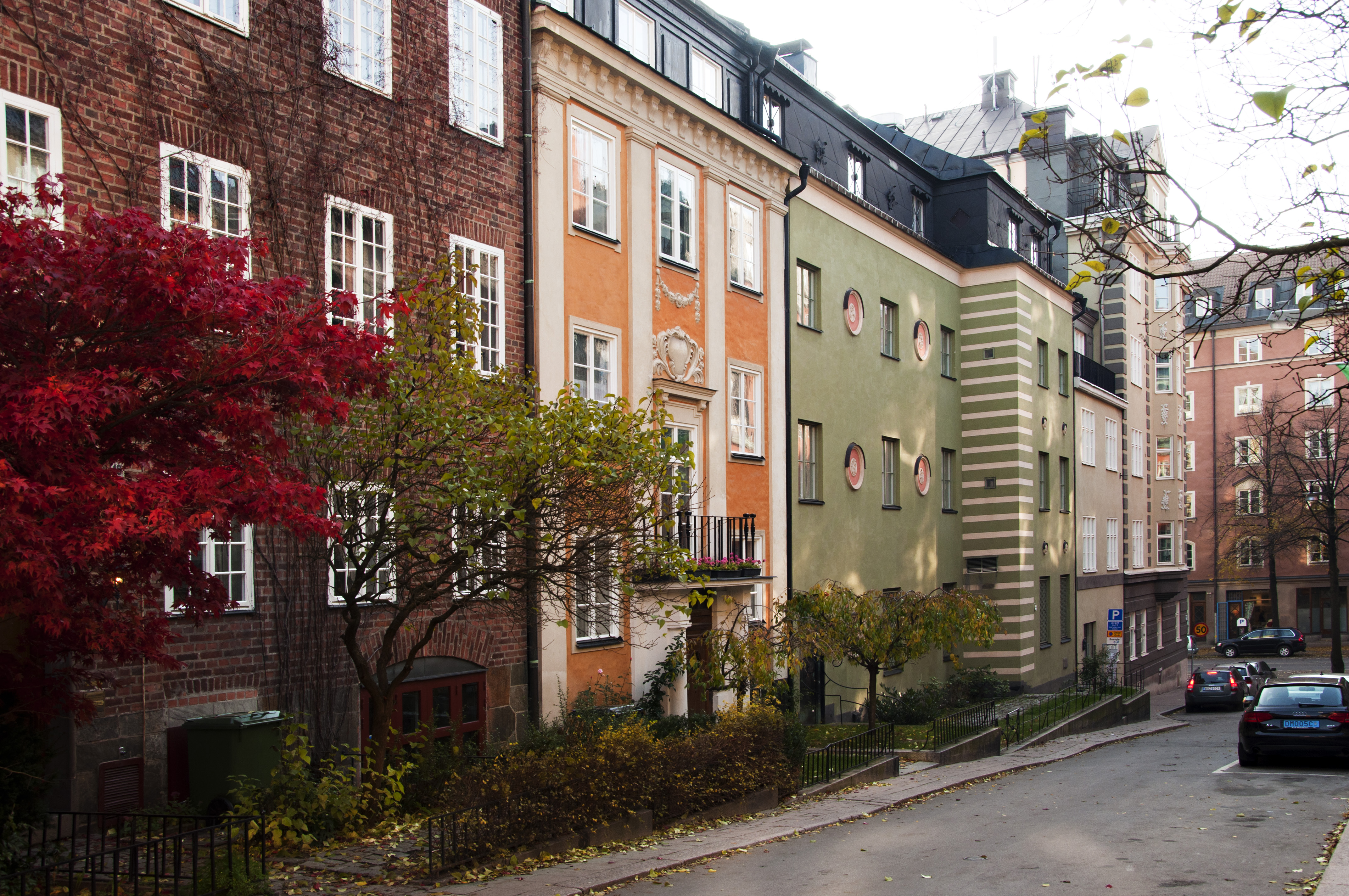
Danderydsgatan 8 (gula fasaden), 1924.
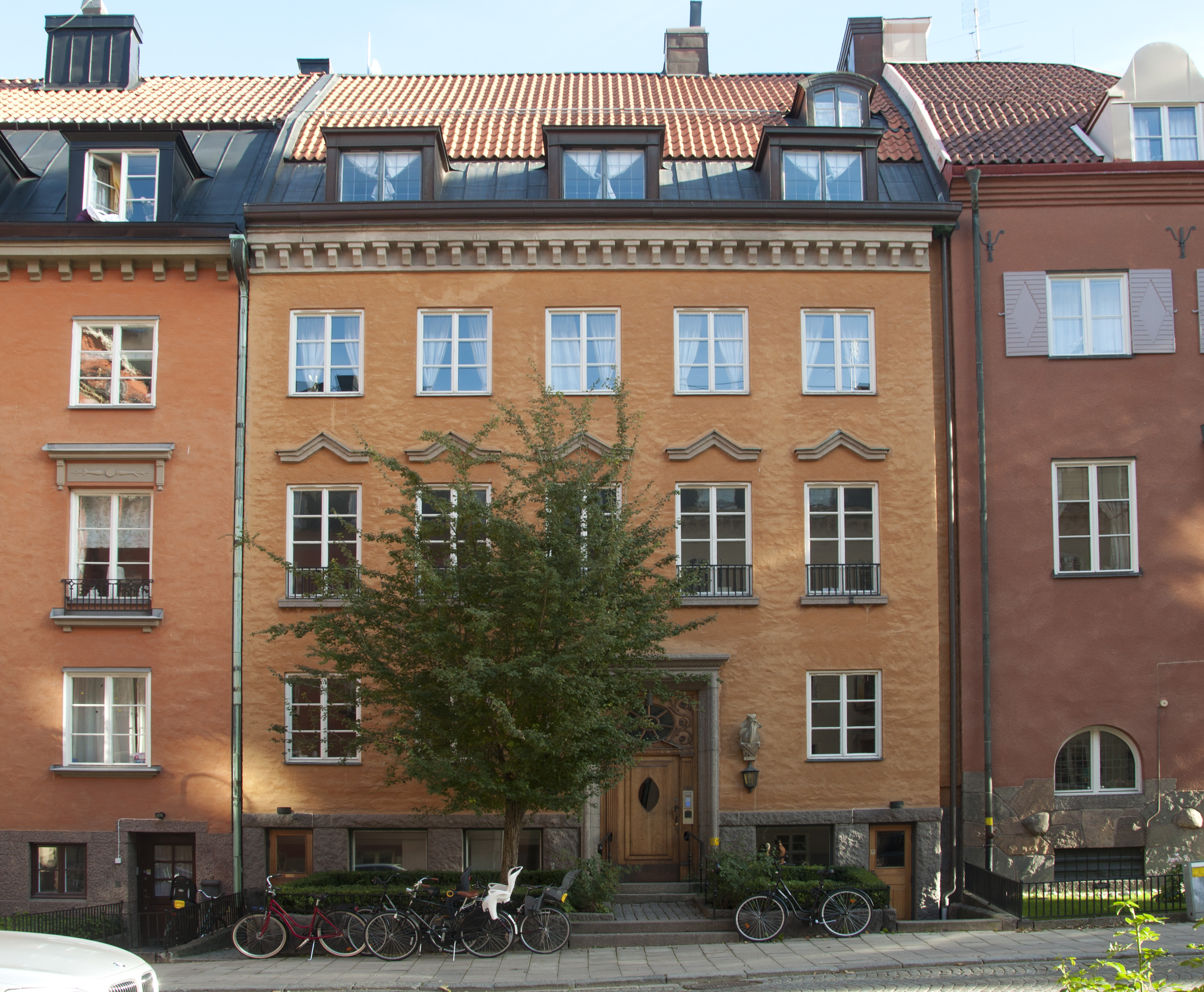
Tysta gatan 16, där Nyqvist stod som arkitekt, byggherre och byggmästare, 1925.
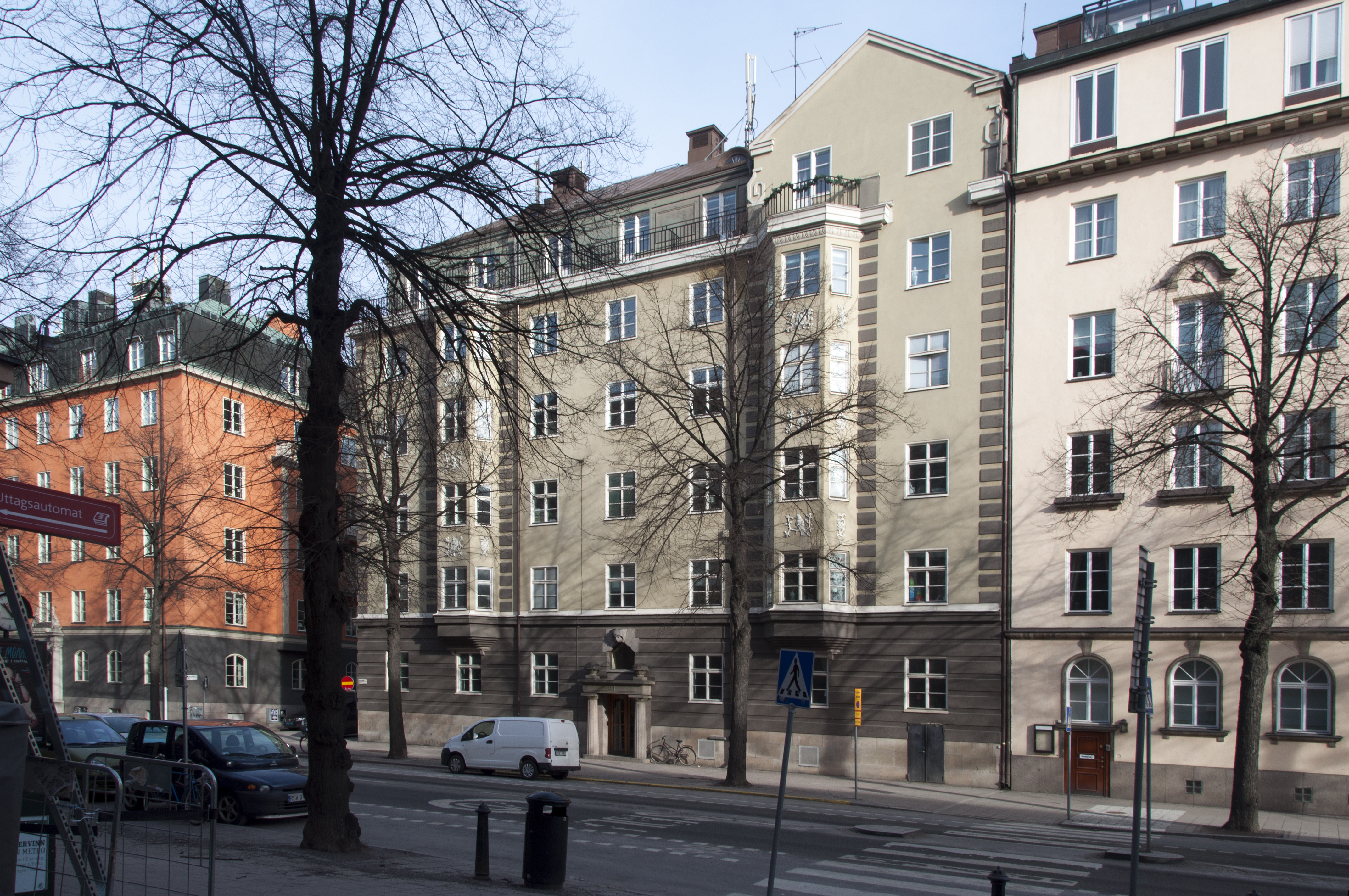
Karlavägen 21, 1923.
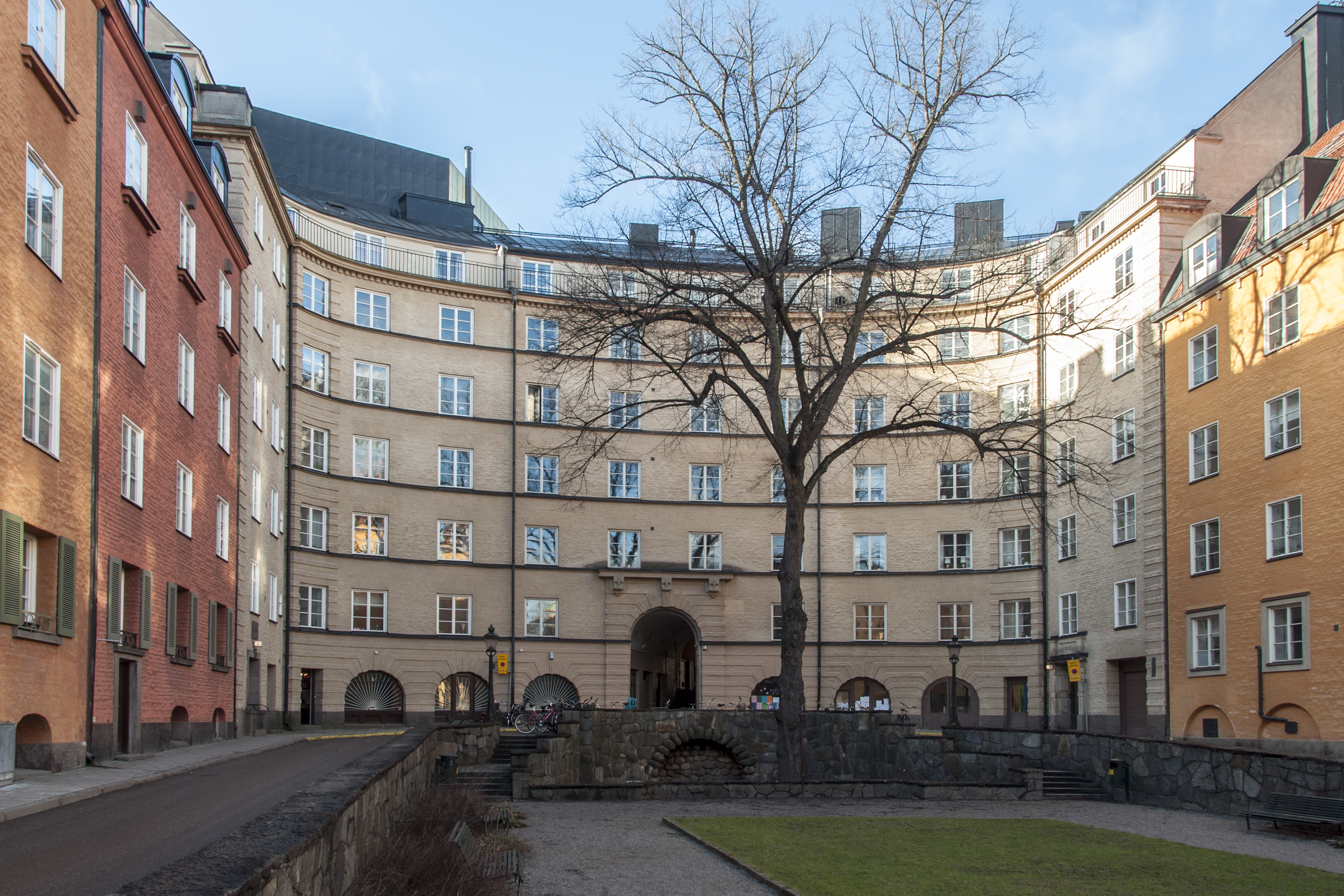
Tre liljor 7-8, 1928.